# マハーズ
マハーズ（ハンガリー語: Magyar Hanglemezkiadók Szövetsége, MAHASZ、ハンガリー・レコード会社協会）は、1992年に設立されたハンガリーの音楽事業者団体。マハーズはハンガリー音楽賞の授与を行い、またハンガリーの音楽チャートを管理している。

## ゴールドディスク認定枚数

### 音楽 CD

#### 国内の楽曲
| 期間            | ゴールド | プラチナ | ダイアモンド |
| --------------- | -------- | -------- | ------------ |
| - 1992年6月11日 | 100,000  | 200,000  | 400,000      |
| - 1997年12月2日 | 50,000   | 100,000  | 200,000      |
| - 2002年4月22日 | 25,000   | 50,000   | -            |
| - 2005年2月22日 | 15,000   | 30,000   | -            |
| - 2006年9月12日 | 10,000   | 20,000   | -            |
| - 2009年9月30日 | 7,500    | 15,000   | -            |
| 2009年10月1日 - | 5,000    | 10,000   | -            |

#### 国外の楽曲
| 期間            | ゴールド | プラチナ |
| --------------- | -------- | -------- |
| 2006年9月13日 - | 3,000    | 6,000    |

註：過去に認定枚数の変更がある。例えば2005年の資料では 10,000 でゴールド、20,000 でプラチナとあるが、正確な詳細は不明。

### シングル
| 期間 | ゴールド | プラチナ |
| ---- | -------- | -------- |
| 現在 | 1,500    | 3,000    |

註：過去に認定枚数の変更がある。例えば2005年の資料では 5,000 でゴールド、10,000 でプラチナとあるが、正確な詳細は不明。

### 音楽 DVD
| ジャンル          | ゴールド | プラチナ |
| ----------------- | -------- | -------- |
| ジャズ/クラシック | 1,000    | 2,000    |
| ポップス          | 2,000    | 4,000    |